# Peter Jørgensen (politiker)
 Der er flere personer med dette navn, se Peter Jørgensen.
Peter Jørgensen (født 17. april 1911 i Rødding, Sønderjylland, død 1. maj 1974) var en dansk maskinarbejder, fagforeningsmand og politiker.
Han var søn af Morten Jørgensen (død 1959) og hustru Hansine f. Knudsen. Peter Jørgensen udgik fra folkeskolen, var på Aarhus tekniske Skole og på flere højskoleophold både i Danmark, Norge og Sverige, blev udlært maskinarbejder hos G. Meier Jæger i Aarhus 1931, hvor han arbejdede som svend til 1937, og var ansat ved DSB's centralværksteder i Aarhus fra 1938. Han gik ind i fagbevægelsen, var formand for Smede- og Maskinarbejdernes Fagforening afd. II (DSB, Aarhus 1945-53) og medlem af hovedbestyrelsen for Dansk Smede- og Maskinarbejderforbund 1947-53.
Han var medlem af hovedbestyrelsen for Danmarks socialdemokratiske Ungdom 1934-40, formand for Socialdemokratiets Søndre Afdeling, Aarhus, fællesformand for de socialdemokratiske foreninger i Aarhus 1946-73, formand for Demokraten 1954-72 og var medlem af Folketinget for Socialdemokratiet fra 1950 til 1971. Han var medlem af Folketingets Finansudvalg fra 1956.
I en periode var han bestyrelsesmedlem i Århus tekniske Skole, Århus Teknikum og Jydsk Teknologisk Institut samt formand for De tekniske skolers Landsforening.
Han blev gift 25. april 1936 med Irma Elinor Thomsen (født 4. marts 1917), datter af Martin Thomsen (død 1937) og hustru Sofie f. Sørensen. 